# Нью-Гэмпшир (провинция)
Прови́нция Нью-Гэ́мпшир (англ. Province of New Hampshire) — английская колония в Северной Америке, существовавшая в XVII—XVIII веках.

## Первые английские поселения
В 1622 году королём Яковом I был выдан патент Фердинандо Горджесу и Джону Мэйсону из Плимутского совета по делам Новой Англии (при этом сам Совет имел патент на полосу «от моря до моря» между 40-й и 48-й параллелями). Патент давал право на заселение побережья между устьями рек Мерримак и Кеннебек и неопределённой территории между истоками этих рек. В 1629 году Горджес и Мэйсон разделили причитающуюся им по патенту территорию по реке Пискатака, при этом Мэйсон получил территорию к югу от реки, ставшую провинцией Нью-Гэмпшир, а Горджес — территорию к северу, ставшую провинцией Нью-Соммерсетшир.
Конфликты между арендаторами земель Мэйсона и Горджеса касательно точных границ их владений привели к необходимости организации более активного управления этими землями (Мэйсон и Горджес жили в Англии и сами в Америку не выезжали). В 1630 году прибыл капитан Уолтер Нил, который стал губернатором и главным агентом поселений нижнего течения Пискатаки, а в 1631 — капитан Томас Уиггин, ставший губернатором поселений в верхнем течении Пискатаки. После произошедшей в 1636 году смерти Мэйсона колонисты и его работники стали присваивать его владения.
В 1638 году Джон Уилрайт был изгнан из Колонии Массачусетского залива за поддержку религиозных взглядов своей родственницы Энн Хатчинсон. Будучи не в состоянии найти кого-либо, связанного с Мэйсоном, Уилрайт и его люди (среди которых был Уильям Уэнтуорт, чьи потомки сыграли важную роль в истории колонии) приобрели землю у индейцев и основали поселение Экзетер. Другие недовольные строгими пуританскими порядками Колонии Массачусетского залива оседали в Довере, а сами пуритане из Массачусетса основали поселение Хэмптон.
Из-за отсутствия общей власти поселения Нью-Гэмпшира искали защиты у мощного южного соседа — Колонии Массачусетского залива. В 1641 году они коллективно согласились на подчинение властям Массачусетса при условии внутреннего самоуправления поселений, а также отсутствия требования принадлежности к конгрегационалистской общине для выборщиков (как это было в Массачусетсе). До 1679 года поселения были де-факто частью этой колонии, посылая своих представителей в Легислатуру в Бостон. Тем временем наследники Мэйсона активно действовали в Англии, стремясь добиться восстановления контроля над территорией.

## Первые королевские хартии
Король Карл II, обратив пристальное внимание на ситуацию в Массачусетсе, в 1679 году издал хартию, в соответствии с которой образовывалась провинция Нью-Гэмпшир, её президентом назначался Джон Катт. В январе 1680 года Катт приступил к своим обязанностям, прекратив массачусетское правление. Однако как Джон Катт, так и его преемник Ричард Уолдрон были категорически против наследников Мэйсона и их притязаний. Поэтому в 1682 году Карл II выпустил вторую хартию, назначив губернатором Эдуарда Крэнфилда. Своей поддержкой наследников Мэйсона Крэнфилд нажил столько врагов, что в 1685 году был отозван.
В 1686 году поселения Нью-Гэмпшира, как и прочие североамериканские поселения, вошли в состав доминиона Новая Англия. В 1689 году, когда Америки достигли вести о Славной революции, в результате Бостонской революции губернатор Эдмунд Эндрос был выслан в Англию, и поселения Нью-Гэмпшира остались вообще без какой-либо колониальной администрации, в то время как вокруг бушевала Война короля Вильгельма. Подвергаясь набегам французов и индейцев, они обратились за помощью к губернатору Массачусетса Саймону Брэдстриту, который управлял ими до 1691 года.

## Хартия 1691 года
В 1691 году Вильгельм III и Мария II издали хартию, в соответствии с которой губернатором Нью-Гэмпшира был назначен коммерсант Сэмюэл Аллен, купивший права на колонию у наследников Мэйсона. Он также не сумел реализовать свои притязания, и в 1691 году был сменён графом Белломонтским, который стал первым из череды губернаторов, управлявших одновременно Нью-Гэмпширом и Массачусетс-Бэй. Так как вплоть до 1741 года губернаторы в основном уделяли внимание делам Массачусетса, в Нью-Гэмпшире большую власть приобрели лейтенант-губернаторы. Постоянно происходили конфликты из-за границ земельных владений: если южной границей изначальных земель Мэйсона была река Мерримак, то массачусетская хартия определяла северной границей колонии линию в трёх милях к северу от этой реки. Конфликты привлекли внимание короля, и в 1741 году Георг II издал указ о том, что река Мерримак будет границей между Массачусетсом и Нью-Гэмпширом, и назначил в Нью-Гэмпшир отдельного губернатора — Беннинга Вентворта.
Беннинг Вентворт стал довольно широко трактовать земельные притязания Нью-Гэмпшира, считая, что территории к западу от реки Коннектикут также относятся к Нью-Гэмпширу. Вентворт стал продавать земельные участки на этих территориях по сравнительно низким ценам, но требовал, чтобы при этом часть этих участков отходила к нему самому. Наличие этих участков привело к конфликту между провинцией Нью-Гэмпшир и провинцией Нью-Йорк, также претендовавшей на эти земли. В 1764 году король Георг III вынес вердикт в пользу провинции Нью-Йорк, власти которой не стали признавать права владельцев участков. Борьба владельцев Нью-Гэмпширских земельных участков за свои права привела в 1777 году к созданию независимой Республики Вермонт. Сложившаяся ситуация привела к замене Беннинга Вентворта на его племянника Джона Вентворта, который стал последним королевским губернатором провинции Нью-Гэмпшир.